# Фланец

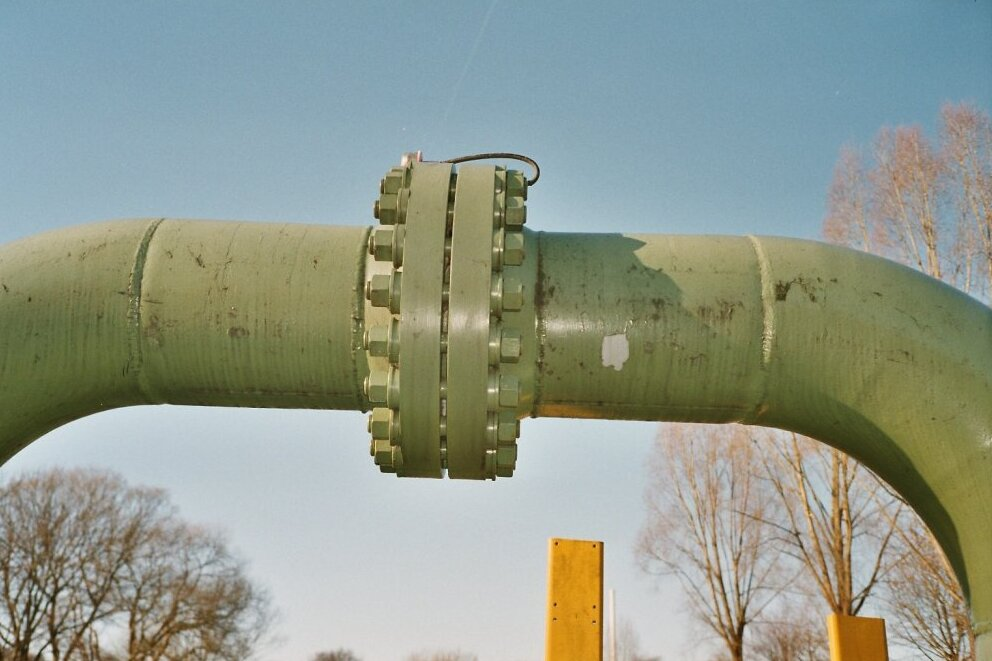
Фланцевое соединение газовых труб

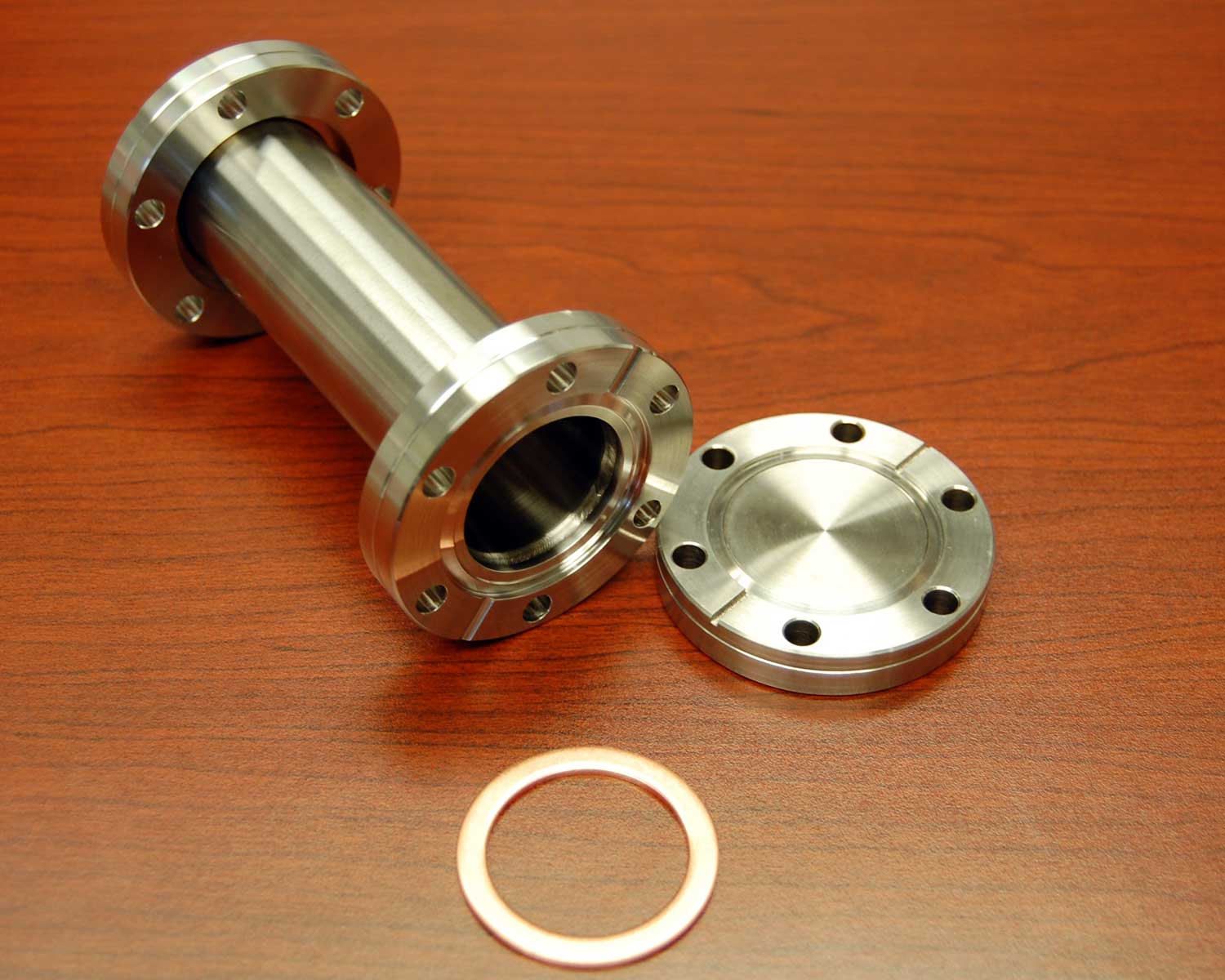
Труба с фланцем, фланцевая заглушка, уплотнительное кольцо

Фла́нец (от нем. Flansch, ср. чеш. příruba «прируба») — плоская деталь квадратной, круглой или иной формы с отверстиями для болтов или шпилек, служащая для прочного (узлы длинных строительных конструкций, например, ферм, балок и др.) и герметичного соединения труб, трубопроводной арматуры, присоединения труб друг к другу, к машинам, аппаратам и ёмкостям; для соединения валов и других вращающихся деталей (фланцевое соединение).

## Фланцевое соединение

### Трубы и трубопроводная арматура
Фланцы используют попарно (комплектом). Исполнение фланцев осуществляется по ГОСТ 33259-2015, оно зависит от рабочего давления, на которое рассчитывается фланец или фланцевое соединение, и от перемещаемой среды:
- Исполнение B — с соединительным выступом.
- Исполнение E — с выступом.
- Исполнение F — с впадиной.
- Исполнение C — с шипом.
- Исполнение D — с пазом.
- Исполнение K — под линзовую прокладку.
- Исполнение J — под прокладку овального сечения.
- Исполнение L — с шипом под фторопластовую прокладку.
- Исполнение M — с пазом под фторопластовую прокладку.

Фланцы различаются по типам: стальные плоские приварные (тип 01); стальные приварные встык (воротниковые фланцы) (тип 11); стальные плоские свободные на приварном кольце (тип 02); фланцы корпуса арматуры (сосудов и аппаратов) (тип 21); фланцы стальные плоские на отбортовке (тип 03); стальные плоские свободные на хомуте под приварку (тип 04).
Российские стандарты регламентируют давление среды трубопроводов и соединительных частей, а также на присоединительных фланцев арматуры, соединительных частей машин, патрубков аппаратов и резервуаров на условное давление Pу от 0,1 до 20,0 МПа (от 1 до 200 кгс/см2)
Распространённые способы изготовления фланцев:
- штамповка фланцев в закрытых штампах,
- ковка на подкладном кольце (штамповка),
- центробежное электрошлаковое литьё (ЦЭШЛ),
- изготовление из раскатных колец (поковки),
- плазменная (лазерная или газовая) резка из листа.

Производительным методом изготовления фланцев является штамповка фланцев в закрытых штампах, данный метод позволяет изготавливать фланцы до Ду 700 Pу 2,5 МПа. Фланцы большего диаметра изготавливаются из раскатных колец либо методам ЦЭШЛ.
Себестоимость изготовления плоских фланцев, диаметром до Ду 2200, позволяет снизить нарезка полос листового металла с последующим нагревом и прокаткой на фланцегибе. Для данного метода обязателен контроль ультразвуковой дефектоскопией сварных швов. Данная технология позволяет снизить себестоимость изготовления на 50—70 % в отличие от изготовления фланцев из цельного листа.
В последнее время в связи с переходом многих российских предприятий на оборудование, изготовленное по американским и немецким стандартам (ANSI/ASME, DIN/EN), появилась потребность в нестандартных «переходных» фланцах. На «переходных» фланцах присоединительная поверхность изготавливается по импортному стандарту, а «воротниковая» (юбочная) часть фланца — по ГОСТ (под российский размер трубопроводов).

#### Стандартные размеры плоского фланца
Точные параметры всех типоразмеров фланцев в зависимости от номинального давления представлены в ГОСТ 12820-80. Основные размеры варьируются в следующих диапазонах:
- условный диаметр внутреннего отверстия: от 10 до 1000;
- наружный диаметр: от 75 мм до 1175 мм;
- толщина: от 8 мм до 25 мм;
- номинальная масса: от 0.25 кг до 52.58 кг.

### Строительные конструкции
Для соединения отдельных малогабаритных строительных конструкций в целые огромные структуры, например, фермы, балки и др. в узлах растянутых конструкций применяются фланцевые соединения на болтах со следующими профилями:
- открытого профиля — тавры, двутавры, парные уголки;
- замкнутого профиля — круглые и квадратные трубы.